# Lasaia oileus
Lasaia oileus är en fjärilsart som beskrevs av Frederick DuCane Godman 1903. Lasaia oileus ingår i släktet Lasaia och familjen Riodinidae. Inga underarter finns listade i Catalogue of Life.